# フランスリーディングジョッキー
フランスリーディングジョッキーでは、フランス競馬のリーディングジョッキーについて記載する。
フランスではリーディングジョッキーにクラヴァッシュドール（Cravache d'or）が贈られている。
"Cravache d'or"はフランス語で「金の鞭」という意味であり、日本では「金の鞭賞」と紹介されることもある。
表彰対象は障害競走 (obstacle) と平地競走 (plat) の2種目となっている。

## 平地競走

### リーディング回数
1. イヴ・サンマルタン 15回
2. クリストフ・スミヨン 10回
3. フレディ・ヘッド 6回

### 歴代リーディングジョッキー
1958年以降の受賞者を記載する。
| 年     | 首位                                          | 勝利数 | 2位                        | 3位                        |
| ------ | --------------------------------------------- | ------ | -------------------------- | -------------------------- |
| 1958年 | ジャン・ドフォルジュ                          | 130勝  |                            |                            |
| 1959年 | ジャン・ドフォルジュ                          | 129勝  |                            |                            |
| 1960年 | イヴ・サンマルタン                            | 110勝  |                            |                            |
| 1961年 | マキシム ガルシア                             | 143勝  |                            |                            |
| 1962年 | イヴ・サンマルタン                            | 106勝  | ネヴィル・セルウッド       |                            |
| 1963年 | イヴ・サンマルタン                            | 172勝  |                            |                            |
| 1964年 | イヴ・サンマルタン                            | 184勝  |                            |                            |
| 1965年 | イヴ・サンマルタン                            | 142勝  |                            |                            |
| 1966年 | イヴ・サンマルタン                            | 170勝  |                            |                            |
| 1967年 | イヴ・サンマルタン                            | 155勝  |                            |                            |
| 1968年 | イヴ・サンマルタン                            | 138勝  |                            |                            |
| 1969年 | イヴ・サンマルタン                            | 120勝  |                            |                            |
| 1970年 | フレディ・ヘッド                              | 117勝  |                            |                            |
| 1971年 | フレディ・ヘッド                              | 132勝  |                            |                            |
| 1972年 | フレディ・ヘッド                              | 103勝  | ジャン・クリュゲ           |                            |
| 1973年 | イヴ・サンマルタン                            | 113勝  |                            |                            |
| 1974年 | イヴ・サンマルタン                            | 121勝  |                            |                            |
| 1975年 | イヴ・サンマルタン                            | 125勝  |                            |                            |
| 1976年 | イヴ・サンマルタン                            | 109勝  |                            |                            |
| 1977年 | フィリップ・パケ                              | 108勝  |                            |                            |
| 1978年 | アルフレッド・ジベール                        | 116勝  |                            |                            |
| 1979年 | フィリップ・パケ                              | 116勝  |                            |                            |
| 1980年 | フレディ・ヘッド                              | 122勝  |                            |                            |
| 1981年 | イヴ・サンマルタン                            | 125勝  |                            |                            |
| 1982年 | フレディ・ヘッド                              | 137勝  |                            |                            |
| 1983年 | イヴ・サンマルタン                            | 125勝  |                            |                            |
| 1984年 | フレディ・ヘッド                              | 134勝  |                            |                            |
| 1985年 | キャッシュ・アスムッセン                      | 148勝  |                            |                            |
| 1986年 | キャッシュ・アスムッセン                      | 119勝  |                            |                            |
| 1987年 | ゲイリー・ムーア                              | 102勝  |                            |                            |
| 1988年 | キャッシュ・アスムッセン                      | 200勝  |                            |                            |
| 1989年 | キャッシュ・アスムッセン                      | 147勝  |                            |                            |
| 1990年 | キャッシュ・アスムッセン                      | 140勝  |                            |                            |
| 1991年 | ドミニク・ブフ                                | 175勝  |                            |                            |
| 1992年 | ティエリ・ジャルネ                            | 124勝  |                            |                            |
| 1993年 | ティエリ・ジャルネ                            | 157勝  | キャッシュ・アスムッセン   | オリビエ・ペリエ           |
| 1994年 | ティエリ・ジャルネ                            | 158勝  | オリビエ・ペリエ           | ジェラルド・モッセ         |
| 1995年 | ティエリ・ジャルネ                            | 154勝  | オリビエ・ペリエ           | ジェラルド・モッセ         |
| 1996年 | オリビエ・ペリエ                              | 163勝  | ティエリ・ジャルネ         | ジェラルド・モッセ         |
| 1997年 | オリビエ・ペリエ                              | 157勝  | ドミニク・ブフ             | ティエリ・ジャルネ         |
| 1998年 | ドミニク・ブフ                                | 175勝  | ジャン＝ルネ・デュボスク   | オリビエ・ペリエ           |
| 1999年 | オリビエ・ペリエ                              | 147勝  | ドミニク・ブフ             | ジェラルド・モッセ         |
| 2000年 | オリビエ・ペリエ                              | 162勝  | ティエリ・ジャルネ         | ダヴィ・ボニヤ             |
| 2001年 | ドミニク・ブフ                                | 149勝  | オリビエ・ペリエ           | ダヴィ・ボニヤ             |
| 2002年 | ドミニク・ブフ                                | 151勝  | クリストフ・スミヨン       | イオリッツ・メンディザバル |
| 2003年 | クリストフ・スミヨン                          | 207勝  | イオリッツ・メンディザバル | ドミニク・ブフ             |
| 2004年 | イオリッツ・メンディザバル                    | 220勝  | クリストフ・スミヨン       | オリビエ・ペリエ           |
| 2005年 | クリストフ・スミヨン                          | 226勝  | ステファン・パスキエ       | イオリッツ・メンディザバル |
| 2006年 | クリストフ・スミヨン                          | 176勝  | イオリッツ・メンディザバル | ドミニク・ブフ             |
| 2007年 | ステファン・パスキエ                          | 185勝  | イオリッツ・メンディザバル | クリストフ・スミヨン       |
| 2008年 | イオリッツ・メンディザバル                    | 202勝  | クリストフ・スミヨン       | ステファン・パスキエ       |
| 2009年 | イオリッツ・メンディザバル                    | 180勝  | ステファン・パスキエ       | マキシム・ギュイヨン       |
| 2010年 | イオリッツ・メンディザバル                    | 170勝  | マキシム・ギュイヨン       | フランク・ブロンデル       |
| 2011年 | クリストフ・スミヨン                          | 162勝  | マキシム・ギュイヨン       | イオリッツ・メンディザバル |
| 2012年 | クリストフ・スミヨン                          | 165勝  | マキシム・ギュイヨン       | イオリッツ・メンディザバル |
| 2013年 | クリストフ・スミヨン                          | 228勝  | マキシム・ギュイヨン       | ピエールシャルル・ブドー   |
| 2014年 | クリストフ・スミヨン                          | 168勝  | マキシム・ギュイヨン       | ピエールシャルル・ブドー   |
| 2015年 | クリストフ・スミヨン ピエールシャルル・ブドー | 179勝  |                            | マキシム・ギュイヨン       |
| 2016年 | ピエールシャルル・ブドー                      | 300勝  | マキシム・ギュイヨン       | クリストフ・スミヨン       |
| 2017年 | クリストフ・スミヨン                          | 306勝  | ピエールシャルル・ブドー   | マキシム・ギュイヨン       |
| 2018年 | クリストフ・スミヨン                          | 184勝  | ピエールシャルル・ブドー   | マキシム・ギュイヨン       |
| 2019年 | マキシム・ギュイヨン                          | 234勝  | ピエールシャルル・ブドー   | クリスチャン・デムーロ     |
| 2020年 | ピエールシャルル・ブドー                      | 219勝  | マキシム・ギュイヨン       | クリスチャン・デムーロ     |
| 2021年 | ミカエル・バルザローナ                        | 192勝  | マキシム・ギュイヨン       | セオ・バシュロ             |
| 2022年 | マキシム・ギュイヨン                          | 191勝  |                            |                            |
| 2023年 | マキシム・ギュイヨン                          | 196勝  | ミカエル・バルザローナ     | クリスチャン・デムーロ     |
| 2024年 | マキシム・ギュイヨン                          | 192勝  |                            |                            |